# Espaciador transcrito externo
El espaciador transcrito externo (ETS, del inglés External transcribed spacer) es un fragmento del genoma o ADN, situado por fuera y separando los segmentos de ADN ribosómico estructural (ADNr),  entre cada una de sus repeticiones. También se puede definir como un fragmento de ARN no funcional, que se encuentra situado por fuera de los tres ARN ribosómicos estructurales (18S, 5,8S y 28S en los eucariotas), sobre un transcrito precursor común policistrónico. El ETS está cercanamente relacionado con el espaciador transcrito interno (ITS).

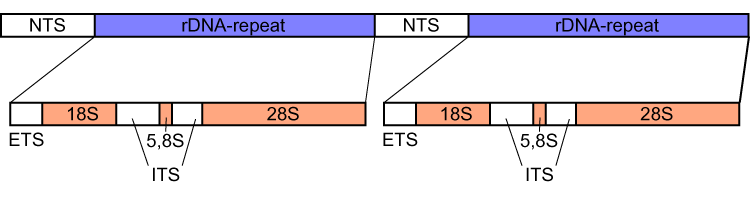
Organización de las repeticiones en tándem de ADN ribosómico nuclear eucariota (arriba en azul). Arriba se representan los espaciadores no transcritos (NTS) en blanco. Abajo se representan los ETS y ITS, en blanco y los fragmentos de ARNr (ribosómicos) estructurales 18S, 5,8S y 28S en naranja.

Las secuencias de ETS características de un organismo se pueden utilizar para rastrear su filogenia.